# Мобилни телефони и ризик од рака
Мобилни телефони и ризик од рака једна је од области истраживања у медицини, због  велике  забринути на глобалном нивоу да могу имати потенцијал да изазову одређене врсте рака или друге здравствене проблеме, јер емитују зрачење (у облику радиофреквентног зрачења или радио-таласа). Како је употреба мобилних телефона широко распрострањена чак и мали пораст ризика од рака је забрињавајући с обзиром на то колико људи их користи. Како се мобилни телефони користе близу главе, а откривено је да јонизујуће зрачење (као облик зрачења веће енергије од онога што емитују мобилни телефони) узрокује неке врсте рака мозга, у жижи инересовања су се нашли карциноми мозга и централног нервног система. У том смислу спроведене су многе различите студија како би се покушало истражити да ли је употреба мобилног телефона ризична по људско здравље.
Међутим, досадашњи докази сугеришу да употреба мобилног телефона не узрокује рак мозга или друге врсте рака код људи.

## Опште информације
Мобилни телефони емитују зрачење у радиофреквентном подручју електромагнетног спектра. Друга, трећа и четврта генерација мобилних телефона (2Г, 3Г, 4Г) емитују радиофреквенцију у фреквенцијском опсегу од 0,7–2,7 ГХз, док мобилни телефони пете генерације (5Г) користити фреквенцијски спектар до 80 ГХз. 
Све ове фреквенције спадају у нејонизујући опсег спектра, који је ниске фреквенције и ниске енергије, која је прениска да би оштетила ДНК. Насупрот томе, јонизујуће зрачење, које укључује рендгенске зраке, радон и космичке зраке, је високе фреквенције и високе енергије и може оштетити ДНК. Оштећење ДНК може изазвати промене у генима које могу повећати ризик од рака.
Иако људско тело апсорбује енергију из уређаја који емитују радиофреквентно зрачење, једини доследно признат биолошки ефекат апсорпције радиофреквентног зрачења код људи са којим се шира јавност може сусрести је загревање дела тела где се држи мобилни телефон (нпр. ухо и глава). Међутим, то загревање није довољног интензитета да би повећало температуру тела. А не постоје ни други јасно утврђени опасни здравствени ефекти радиофреквентног зрачења на људско тело.

## Истраживања
Најраније од 1990-их, научници су истраживали да ли је тренутно све присутније зрачење повезано са антенама мобилних телефона или торњевима мобилних телефона од утицаја на људско здравље. Мреже мобилних телефона користе различите опсеге РФ зрачења, од којих се неки преклапају са микроталасним опсегом. Други дигитални бежични системи, као што су мреже за пренос података, производе слично зрачење.
Као одговор на забринутост јавности, Светска здравствена организација (СЗО) је 1996. године покренула Међународни пројекат ЕМФ (електрична и магнетна поља) да процени научне доказе о могућим здравственим ефектима ЕМФ-а у фреквенцијском опсегу од 0 до 300 ГХз. У резултатима овог пројекта наводи се да, иако су спроведена опсежна истраживања о могућим здравственим ефектима изложености многим деловима фреквентног спектра, све до сада спроведене рецензије су показале да, све док је изложеност испод граница препоручених у ИЦНИРП (1998) ЕМФ смерницама , који покривају цео опсег фреквенција од 0–300 ГХз, таква изложеност не производи никакве познате штетне последице по здравље.
Такође током 2011. године, Међународна агенција за истраживање рака, као агенција СЗО, класификовала је бежично зрачење у Групу 2Б – вероватно канцерогено. То значи да би „могао постојати одређени ризик“ од канцерогености, са препоруком да је потребно спровести додатна истраживања о дуготрајној, интензивној употреби бежичних уређаја.
СЗО такоже наводи да је „у последње две деценије спроведен велики број студија како би се проценило да ли мобилни телефони представљају потенцијални ризик по здравље. До данас нису утврђени штетни ефекти на здравље узроковани употребом мобилних телефона.
Међународне смернице о нивоима изложености ЕМФ-има микроталасне фреквенције, као што је ИЦНИРП, ограничавају нивое снаге бежичних уређаја и није уобичајено да бежични уређаји премашују наведене смернице. Ове смернице узимају у обзир само топлотне ефекте, пошто нетермални ефекти нису у потпуности доказани.
У саопштењу из 2018. године, ФДА је рекла да су „тренутне безбедносне границе постављене тако да укључују 50-струку сигурносну маргину од уочених ефеката излагања радиофреквентној енергији“.
Истраживачи су проучавали и да ли се учесталост рака мозга или других карцинома централног нервног система (или број нових случајева ових карцинома дијагностикованих сваке године) променила током времена када је употреба мобилних телефона драматично порасла. Ове студије су откриле:
- стабилне стопе инциденције глиома одраслих у Сједињеним Америчким Државама,[6] нордијским земљама[7] и Аустралији[8]  током последњих неколико деценија
- стабилне стопе инциденције педијатријских тумора мозга у Сједињеним Америчким Државама током 1993–2013. године.[9]
- стабилне стопе инциденције акустичног неурома,[10]  који су немалигни тумори, и менингиома,[11]  који су обично немалигни, међу одраслима у Сједињеним Америчким Државама од 2009. године.

Поред тога, студије које користе податке о инциденци рака тестирале су различите сценарије (симулације) одређујући да ли су трендови инциденције у складу са различитим нивоима ризика као што је објављено у студијама употребе мобилних телефона и тумора на мозгу између 1979. и 2008. године. Ове симулације су показале да многе промене ризика пријављене у студијама случај-контрола  нису биле у складу са подацима о инциденци, што имплицира да су пристрасности  и грешке у студији можда искривиле налазе.
Пошто ове студије испитују трендове инциденције рака током времена у популацијама, а не упоређују ризик код људи који користе и не користе мобилне телефоне, њихова способност да уоче потенцијалне мале разлике у ризику међу тешким корисницима или подложном популацијом је ограничена. Опсервационе/епидемиолошке студије (укључујући студије случај-контрола и кохортне студије) биле су  дизајниране да мере индивидуалну изложеност зрачењу мобилног телефона и утврђују специфичне здравствене исходе. Истраживачи су спровели и неколико врста популационих студија како би истражили могућност везе између употребе мобилних телефона и ризика од трака, како малигних (канцерогених), тако и немалигних (не рака). Епидемиолошке  студије (које се називају и опсервационе студије ) су биле истраживачке студије у којима су истраживачи посматрајли групе појединаца (популација) и прикупљали информације о њима, не покушавајући да промене било шта у вези са групама.
Две главне врсте епидемиолошких студија — кохортне студије  и студије случај-контрола — коришћене су за испитивање повезаности између употребе мобилног телефона и ризика од рака. У студији случај-контрола, употреба мобилног телефона је порешена између људи који имају рак и људи који немају рак У кохортној студији, велика група људи који нису имали рак на почетку студије праћени су током времена и упоређивани се развојем рака код људи који су користили или нису користили мобилне телефоне. Кохортне студије су биле ограничене чињеницом да ће можда моћи да сагледају само претплатнике мобилних телефона, који нису нужно корисници мобилни телефон.
Тумори који су истражени у епидемиолошким студијама укључивали су:
- малигне туморе мозга, као што су глиоми,
- немалигне туморе, као што су акустични неуроми (тумори у ћелијама нерва одговорних за слух који су такође познати као вестибуларни шваноми),
- менингиоме ( обично немалигни тумори у мембранама које покривају и штите мозак и кичмену мождину),
- рак паротидне жлезде (тумори у пљувачним жлездама ),
- рак коже
- рак штитне жлезде.

Спроведене су и четири велике епидемиолошке студије које су испитале могућу повезаност између употребе мобилног телефона и рака: студија случај-контрола и три кохортне студије, данска студија, студија милиона жена и кохортна студија о мобилним телефонима и здрављу. 
Иако су налази напред наведених студија помешани, генерално, они не показују повезаност између употребе мобилног телефона и рака.

## Препоруке
Разумевање нивоа изложености, или густине снаге, од РФ ЕМФ-а који емитују мобилни телефони у условима реалне употребе и пријема сигнала, за разлику од објављених мерења максималне вредности специфичне стопе апсорпције, може помоћи корисницима мобилних телефона да одлуче да ли да предузму кораке понашања за смањење изложености РФ ЕМФ.
Мерење изложености које је спроведено на моделима телефона четири главна оператера мобилне мреже (МНО) у САД за позиве примљене у условима јаког и слабог сигнала пријема, близу лица телефона и на неколико удаљености до 48 цм, утврђено је да је изложеност РФ ЕМФ-у са свих телефона већа под слабим (1–2 траке на екрану) него под јаким (4–5 трака на екрану) условима пријема сигнала за до четири реда величине. Приметно је и да су нивои изложености РФ ЕМФ-у у условима слабог сигнала пријема на удаљености од 48 цм од телефона били слични или већи од оних који су детектовани у условима јаког сигнала пријема на удаљености од 4 цм. У условима слабог сигнала пријема, дошло је до смањења густине снаге до 90% на растојању од 16 цм типично за телефон са звучником или слање порука преко експозиције близу уха од 4 цм. Резултати овог истраживања технологије друге генерације (2Г) сугеришу да би смањена и предострожна употреба мобилних телефона у условима слабог сигнала могла смањити изложеност корисника РФ ЕМФ-у до неколико редова величине. Изложеност густини снаге блутут слушалица је 10–400 пута мања од изложености мобилних телефона на које су биле повезане и зависиле су од слушалица, а не од повезаног телефона. Резултати ове студије дали су информације о развоју смерница за јавно здравље у вези са употребом мобилних телефона.
Из напред наведених студија закључено је да због виших нивоа емисије за мобилне телефоне који раде у окружењима са слабим сигналом пријема, избегавање или ограничавање употребе мобилног телефона у овим условима је најочигледнија мера за смањење изложености. Пошто ово често може бити непрактично,  мобилни телефон би требало користити умерено.